# Panyuran
Panyuran is een bestuurslaag in het regentschap Tuban van de provincie Oost-Java, Indonesië. Panyuran telt 5125 inwoners (volkstelling 2010).